# Beauvezer
Beauvezer é uma comuna francesa na região administrativa da Provença-Alpes-Costa Azul, no departamento dos Alpes da Alta Provença. Estende-se por uma área de 26,98 km². Em 2010 a comuna tinha 395 habitantes (densidade: 14,6 hab./km²).